# Zentiva
Zentiva — це фармацевтична компанія, розташована в Празі, Чехія. Компанія розробляє, виробляє та продає широкий спектр дженеричних та безрецептурних препаратів. У Zentiva працює понад 4700 людей по всій Європі, а виробничі потужності знаходяться у Празі, Бухаресті та Анклешварі. 

## Історія
Коріння Zentiva сягає 1488 року, а саме аптеки «У Чорного Орла» («U Černého Orla»), розташованої в центрі Праги. У 1857 році аптеку придбали Бенджамін і Карел Фрагнери, які активно розширювали виробництво.
Фабрика Фрагнерів почала самостійний випуск ліків у серпні 1930 року. Її рентабельність базувалася на активних фармацевтичних складниках, з яких почалися інтенсивні дослідження та розробки компанії. 
Після німецької окупації під час Другої світової війни були закриті чеські університети. Проте фабрика Фрагнерів стала притулком для багатьох фахівців, зокрема на ній було зроблено одне з перших успішних виділень пеніциліну (BF Mykoin 510).
У 1946 підприємство націоналізував чеський уряд, а фабрику та аптеку було розділено. Фабрика стала частиною SPOFA (United Pharmaceutical Enterprises), на якій працювало 750 осіб. Це було провідне фармацевтичне підприємство у післявоєнній Чехословаччині. У 1979 році, щоб задовольнити попит на зростальну потребу в лікарських препаратах фабрику було розширено, модернізовано та осучаснено. 
Починаючи з 1989 року компанія пройшла через низку значних організаційних та структурних змін. Зокрема у 1993 році назву компанії змінили на Zentiva. У 1998 році керівництво Zentiva придбало контрольний пакет акцій і зосередилося на виробництві дженеричних препаратів. У 2004 році Zentiva вийшла на Празьку і Лондонську фондові біржі. Крім того, компанія почала реалізовувати свої товари на сусідні ринки Центральної та Східної Європи.
У 2008 році французький холдинг Sanofi придбав компанію Zentiva і перетворив її на свою європейську платформу дженериків. Тоді Zentiva стала частиною франшизи Sanofi Generics. У 2018 році приватна інвестиційна компанія Advent International купила європейський підрозділ бізнесу Sanofi – компанію Zentiva. Вартість угоди склала 1,919 млрд євро.
Після придбання компанією Advent International Zentiva розпочала стрімку серію придбань, щоб зміцнити свої позиції на ринках дженериків і безрецептурних препаратів у Європі та за її межами. 

## Історія придбань Zentiva
- 2003: придбання Slovakofarma
- 2005: придбання Sicomed
- 2007: Zentiva придбала Eczacibaşi Generic Pharmaceuticals
- 2008: Sanofi придбала Zentiva
- 2018: Advent International придбала Zentiva
- 2019: Zentiva придбання Creo Pharmaceuticals, Solacium Pharmaceuticals, купівля Центрально-Східноєвропейського бізнесу Alvogen[6][7].
- 2020: придбання Alvogen CEE Business, придбання виробничого майданчика Sanofi в Анклешварі, Індія[8][9].